# سقام (يافع)

تعديل مصدري - تعديل

سقام هي إحدى قرى عزلة لبعوس بمديرية يافع التابعة لمحافظة لحج، بلغ تعداد سكانها 299 نسمة حسب تعداد اليمن لعام 2004.